# Luis Eduardo Lora
Luis Lora (Pasto, Nariño, Colombia; 13 de marzo de 1986) es un exfutbolista colombiano. Jugaba de defensa y se retiró en el Deportivo Pasto de Colombia.

## Trayectoria
Toda su carrera la desarrollo en el Deportivo Pasto donde debutó el 22 de febrero de 2004 frente a Deportes Quindío jugando 32' como inicialista, ese mismo año hizo su debut goleador anotandole a Millonarios en la derrota 5-3 en el Campín. 
Luis fue campeón con el Deportivo Pasto en el Torneo Apertura 2006 y participó el año siguiente en la Copa Libertadores 2007.

## Clubes
| Club            | País     | Año         |
| --------------- | -------- | ----------- |
| Deportivo Pasto | Colombia | 2004 - 2014 |

## Palmarés

### Campeonatos nacionales
| Título          | Club            | País     | Año  |
| --------------- | --------------- | -------- | ---- |
| Torneo Apertura | Deportivo Pasto | Colombia | 2006 |
| Primera B       | Deportivo Pasto | Colombia | 2011 |